# Les Amis du bus des femmes

Logo

L'association française Les Amis du bus des femmes, créée en 1990 à l'initiative de femmes prostituées, travaille avec et pour les personnes prostituées en Île-de-France. Né pour informer les prostituées sur le sida, le Bus des femmes est rapidement devenu une passerelle entre le trottoir et les services médicaux, sociaux et administratifs.

## Mission
La mission principale de cette association, au conseil d'administration paritaire (prostitués et non prostitués), consiste à travailler avec et pour les personnes prostituées autour de la prévention de l'infection du VIH, des hépatites et des maladies sexuellement transmissibles, de leur remettre des préservatifs en cas de besoin et surtout de les amener à se rendre à l'association pour les aider dans leurs démarches administratives, médicales, sociales et de recherche d'emploi pour celles qui décident d'arrêter la prostitution,.
L'accent est mis sur l'accès aux droits : soins médicaux, droits sociaux et fondamentaux. L'objectif est de permettre aux prostitués de se valoriser et revaloriser en maintenant et en développant un contexte qui favorise un rôle actif, en analysant avec elles et eux leurs demandes et leurs besoins pour élaborer ensemble les réponses adéquates. En travaillant avec et pour les personnes prostituées, l'association lutte contre les discriminations, les exclusions et contre les trafics d'êtres humains,.

## Fonctionnement
L'association compte quatorze salariés dont des animatrices, assistantes sociales, conseillère emploi et professeur de français langue étrangères. Elle est financée par des subventions publiques qui lui sont allouées par des organismes tels que l'Agence régionale de santé d'Île-de-France, la Ville de Paris et le conseil régional.
Son siège social, situé à Paris, est aussi un bureau qui assure quotidiennement une permanence ouverte au public concerné.
L'association possède en outre huit permanences mobiles diurnes et nocturnes, sous la forme d'un bus arpentant les lieux de prostitution de la région Ile-de-France, avec à son bord des animatrices et agent de prévention.
Le local est redécoré par D&CO en Mars 2012 avec des tons rose fuchsia et noir laqué.

## Histoire
Inauguré le 27 novembre 1990 sur la place Saint-Médard à Paris, le premier Bus des femmes a été mis en place à la suite de l'envoi de 50 lettres écrites par des travailleuses du sexes parisiennes au ministre de la Santé de l'époque Claude Évin pour l'interpeler sur leur situation. À la suite de l'épidémie de Sida une recherche-action sociologique et médicale mené par Lydia Braggiotti avait été organisée en collaboration avec des associations de lutte contre le Sida, l'OMS et les travailleuses du sexe sur leurs pratiques et leurs besoins en matière de santé et avait été remise à Claude Évin. Un bus rouge londonien à deux étages est alors aménagé et circule dans Paris pour accueillir, informer et fournir préservatifs et accès aux soins aux travailleuses du sexe parisiennes. L'objectif était aussi de lutter contre les préjugés et la stigmatisation.

## Abolition
Non abolitionniste, c'est-à-dire ne cherchant pas la fin de la prostitution mais considérant que certaines femmes ont librement choisi de se prostituer et que c'est un choix qui doit être respecté, l'association Les Amis du bus des femmes adapte son approche globalement à deux types d'interlocuteurs : les prostitués dits traditionnels ayant choisi la prostitution et les prostitués victimes de traite des êtres humains aux fins d'exploitation sexuelle.